# Nesospiza acunhae
El yal de la Inaccesible o semillero ruiseñor (Nesospiza acunhae) es una especie de ave paseriforme de la familia Thraupidae, perteneciente al género Nesospiza. Es endémico de la isla Inaccesible del archipiélago de Tristán de Acuña en el Atlántico Sur, que pertenece políticamente al territorio británico de ultramar de Santa Elena, Ascensión y Tristán de Acuña.

## Distribución y hábitat
Se encuentra únicamente en los matorrales y herbazales subantárticos de la isla Inaccesible del archipiélago de Tristán de Acuña.

## Estado de conservación
El yal de la Inaccesible ha sido calificado como vulnerable por la Unión Internacional para la Conservación de la Naturaleza (IUCN); aunque la población de la especie es abundante, estimada en 23 400 individuos maduros, dentro de su área extremadamente pequeña, y no se piense que esté en decadencia, la llegada potencial de especies invasoras a la isla podría llevarla a un declinio extremamente rápido, de tal forma que podría volverse críticamente amenazada o hasta extinta en un corto período de tiempo (como ya ocurrió con esta misma especie en la isla principal de Tristán de Acuña a fines del siglo XIX).

## Sistemática

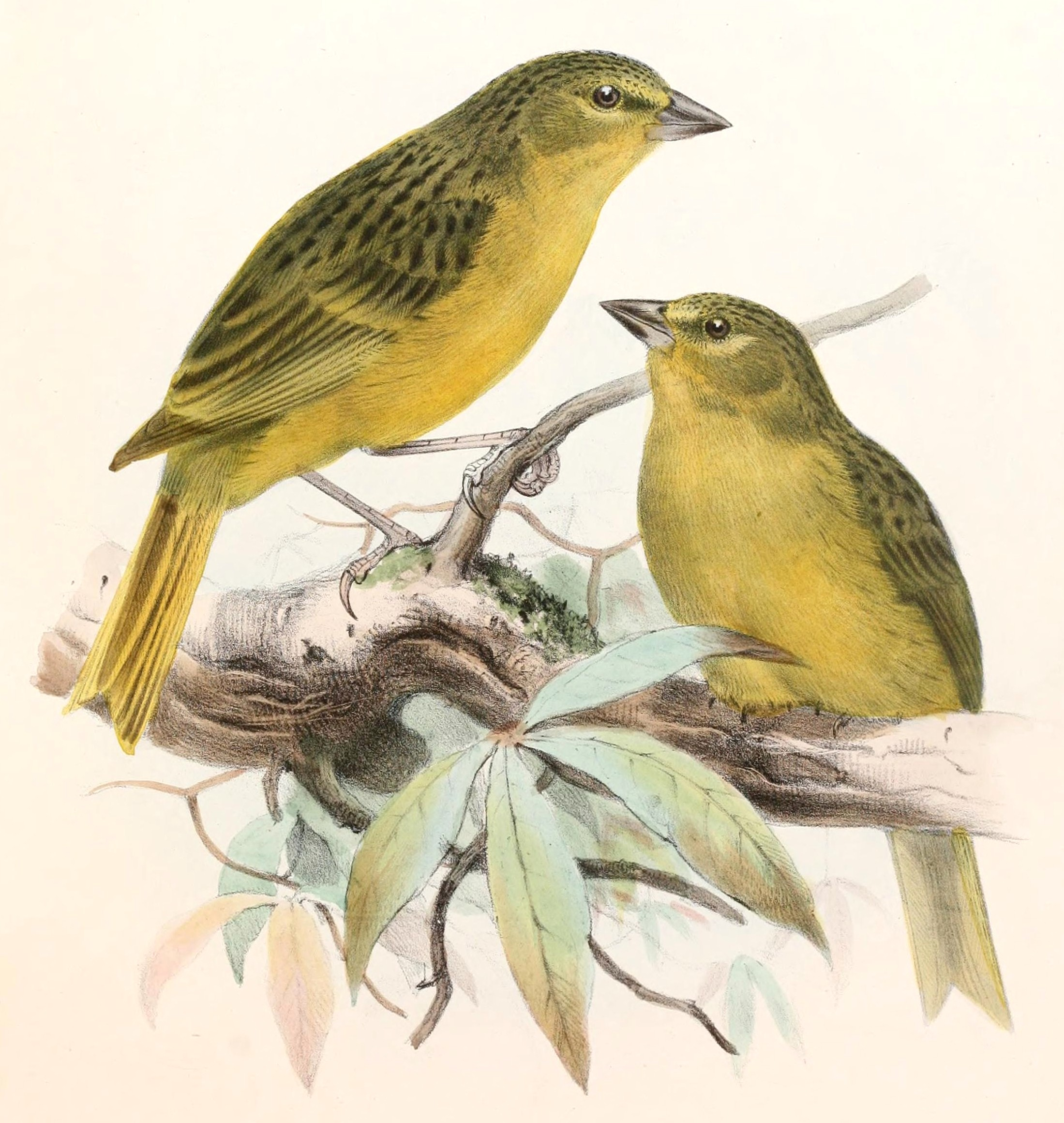
Nesospiza acunhae, ilustración de Smit en Report on the scientific results of the voyage of H.M.S. Challenger during the years 1873-76, 1881.

### Descripción original
La especie N. acunhae fue descrita por primera vez por el ornitólogo alemán Jean Cabanis en 1873 bajo el mismo nombre científico; su localidad tipo es: «Tristán de Acuña».

### Etimología
El nombre genérico femenino Nesospiza se compone de las palabras del griego «nēsos»: que significa «isla» y «σπιζα spiza» que es el nombre común del pinzón vulgar; y el nombre de la especie «acunhae» se refiere a la localidad tipo: Tristán de Acuña.

### Taxonomía
Los amplios estudios filogenéticos recientes confirman que la presente especie es hermana de Nesospiza wilkinsi y el par formado por ambas es pariente próximo del par formado por Melanodera y Rowettia goughensis.

### Subespecies
Según las clasificaciones del Congreso Ornitológico Internacional (IOC) y Clements Checklist/eBird v.2019 se reconocen tres subespecies, con algunas diferencias morfológicas y de hábitat:
- Nesospiza acunhae acunhae Cabanis, 1873 – de pico menor, habita en las laderas costeras y prefiere los pastizales tussok.
- Nesospiza acunhae dunnei Hagen, 1952 – de pico mayor, habita en bosquecillos de Phylica.
- Nesospiza acunhae fraseri Ryan, 2008 – de pico menor, de colores más brillantes, habita en altitudes entre 300 y 600 m.